# Копачівський заказник
Копачівський — гідрологічний заказник місцевого значення Обухівського району Київської області. Заказник створено згідно з рішенням 16-ї сесії XXI скликання Київської обласної ради народних депутатів від 10 березня 1994 року. Заказник створений з метою збереження природної заплави на лівому березі річки Стугна.

## Загальні відомості

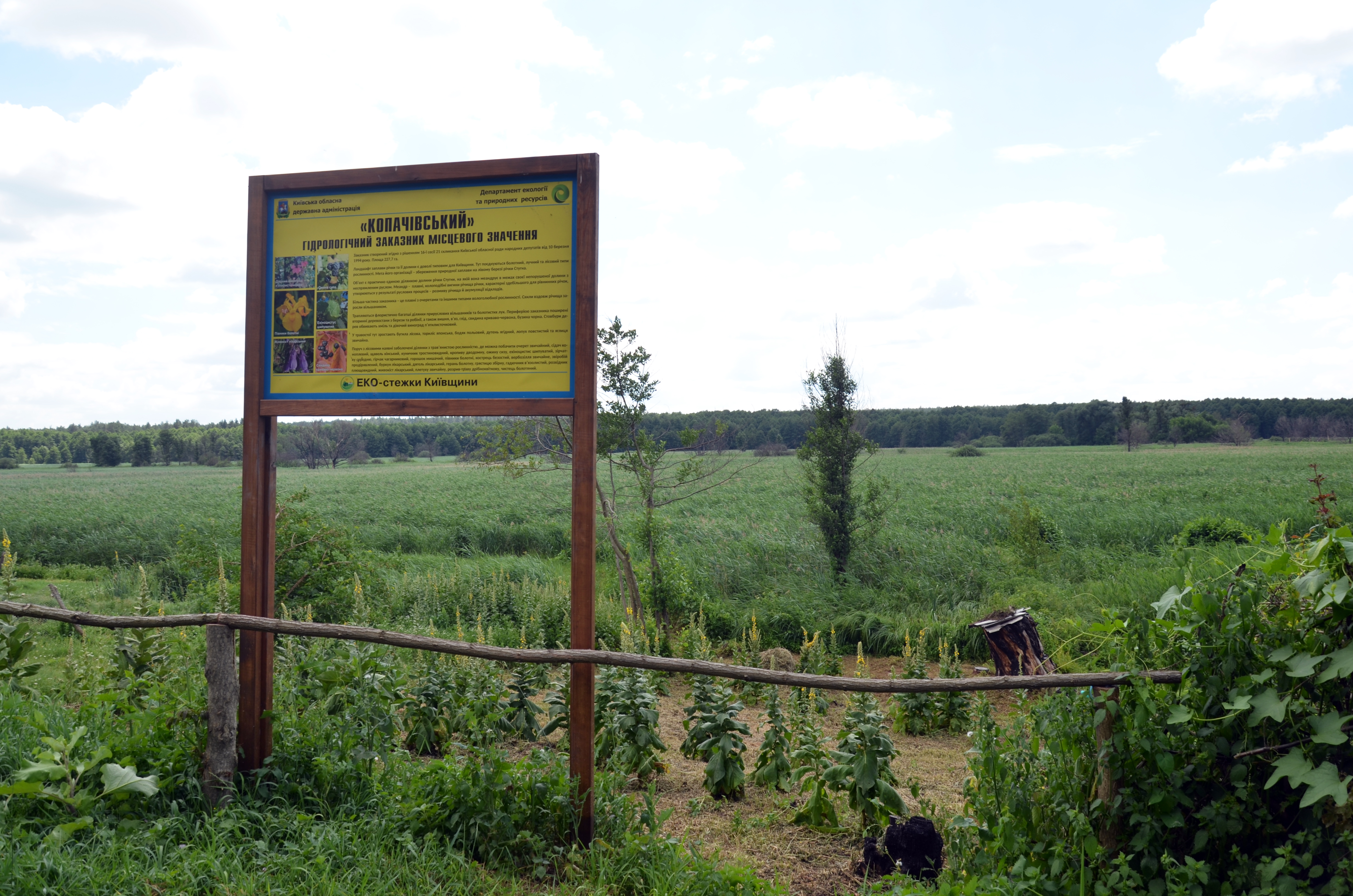
Копачівський заказник

Землекористувачем заказника є Копачівська сільська рада. Його терени у незначній мірі зазнали антропогенного впливу.
Площа 227,7 га. Ландшафт заплави річки та її долини є доволі типовим для Київщини. Тут поєднано болотний, лучний, лісовий типи рослинності.
Неподалік на річці Стугна розташовані ландшафтні заказники місцевого значення «Стугна» і «Копачівські схили». Зафіксовано нецільове використання 10 гектарів земель заказника.

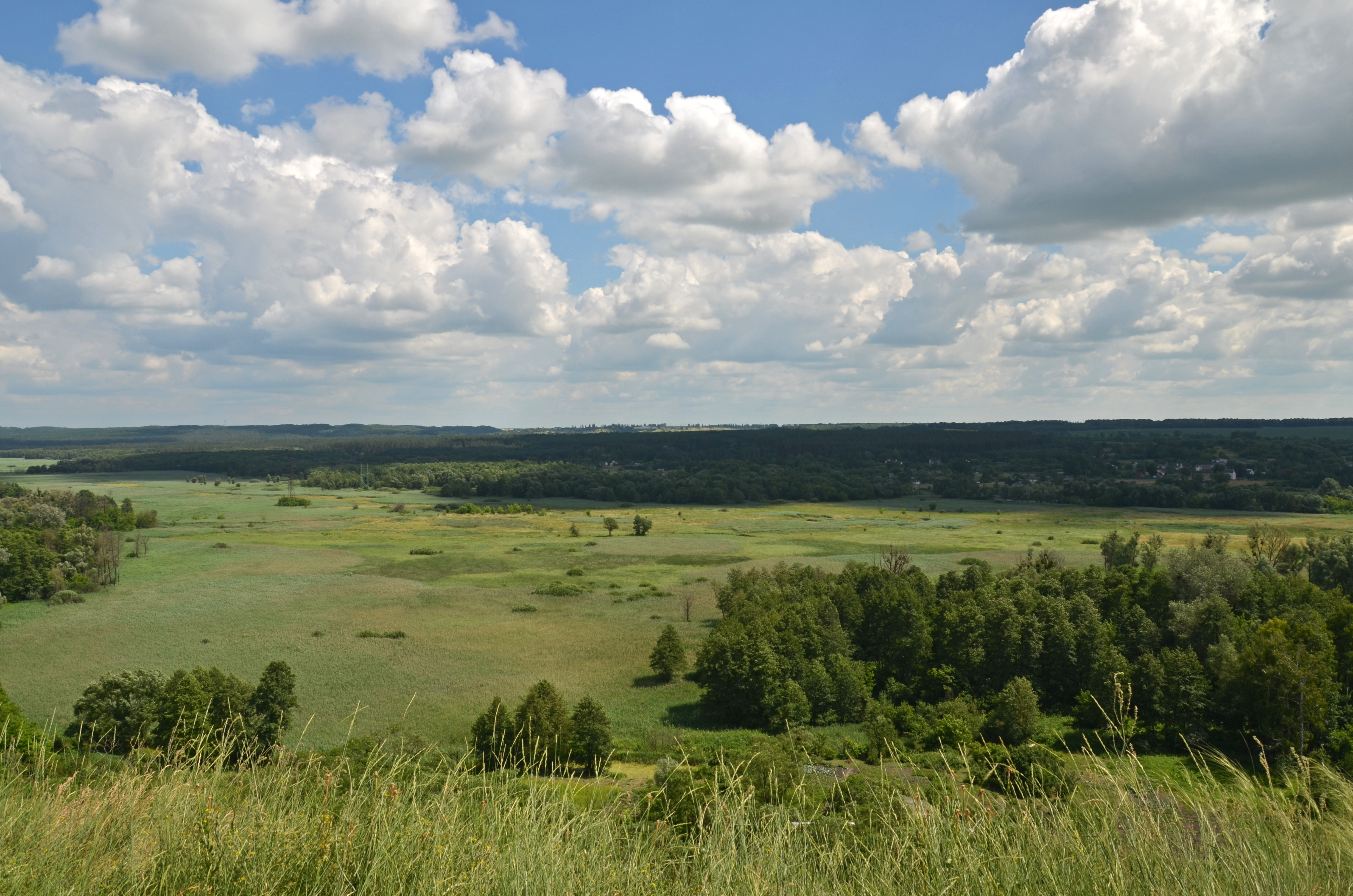
Копачівський заказник

## Опис
У долині збереглись природні меандри річки Стугна, де плавні частково заросли очеретом та іншою рослинністю на болотистих луках. Схили вздовж річища заросли вільшаником.
У заказнику стрічаються червонокнижні рослини — шафран сітчастий, сон чорніючий, зозульки Фукса.
На заболочених ділянках поряд з очеретом трапляється сідач коноплевий, щавель кінський, куничник очеретяний, кропива, ожина сиза, ехіноцистис шипуватий, зірочник середній, гірчак чагарниковий, горошок мишачий, півники болотні, кострець безостий, вербозілля звичайне, звіробій продірявлений, буркун лікарський, дягель лікарський, журавець болотяний, грястиця збірна, гадючник в'язолистий, розхідник звичайний, живокіст лікарський, плетуха звичайна, розрив-трава дрібноквіткова, чистець болотяний тощ.

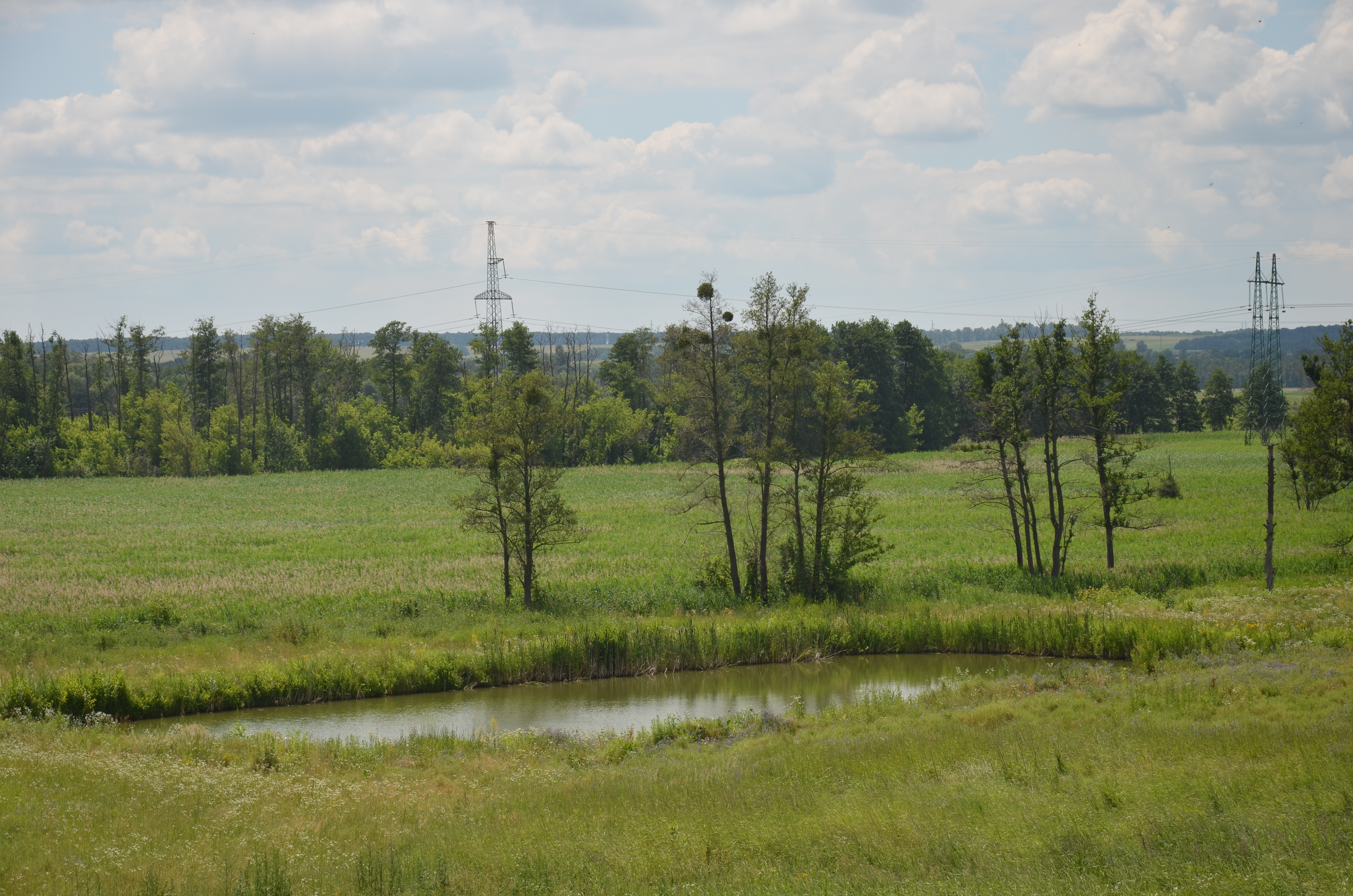
Копачівський заказник

Терени по периметру заказника займає вторинний деревостан з насаджень берези повислої, білої акації, вишні, в'язу гладкого, кущів глоду (Crataegus curvicephala), свидини криваво-червоної, бузини чорної. Серед дерев трапляється хміль, дівочий виноград п'ятилисточковий.
Трав'яний покрив формують бугила лісова, ториліс японський, осот польовий, дутень ягідний, лопух повстистий та яглиця звичайна.